# Vitézvágás
Vitézvágás (szlovákul: Víťazovce) község Szlovákiában, az Eperjesi kerület Homonnai járásában.

## Fekvése
Homonnától 13 km-re északnyugatra, az Ondavai-dombság délkeleti részén, a Hatka-patak völgyében fekszik.

## Története
A település soltész általi betelepítéssel keletkezett a 15. század elején, 1451-ben említik először. A Drugeth család homonnai uradalmához tartozott. A 16. században már evangélikus fatemplom állt itt. 1600-ban a soltész két házán kívül 7 jobbágyház állt a faluban. Később azonban elnéptelenedett, 1690-ben nem létezett. A 18. században újratelepítették. 1828-ban 7 házában 60 lakos élt, lakói főként mezőgazdasággal foglalkoztak.
Fényes Elek 1851-ben kiadott geográfiai szótárában így ír a faluról: „Vitézvágás, Zemplén v. népes puszta, Göröginye fil. 41 kath., 12 zsidó lak. Szép épületekkel és kerttel. F. u. gr. Csáky. Ut. p. Nagy-Mihály.”
Borovszky Samu monográfiasorozatának Zemplén vármegyét tárgyaló része szerint: „Vitézvágás-puszta melyről sokkal régibb adatok szólanak, mint Göröginyéről. Már 1451-ben a Drugethek birtoka és ezután Göröginye sorsában osztozott, mely utóbbi csak az 1598-iki összeírásban szerepel először. Vitézvágásnak a XVIII. században Vitezócz eltótosított neve is volt.”
1920 előtt Zemplén vármegye Homonnai járásához tartozott.

## Népessége
| Év:            | 1994. | 2004.   | 2014.   | 2024.   |
| -------------- | ----- | ------- | ------- | ------- |
| Emberek száma: | 347   | 345     | 313     | 321     |
| Eltérés:       |       | -0,57 % | -9,27 % | +2,55 % |

| Év:            | 2023. | 2024.   |
| -------------- | ----- | ------- |
| Emberek száma: | 324   | 321     |
| Eltérés:       |       | -0,92 % |

2001-ben 327 lakosából 312 szlovák volt.
2011-ben 326 lakosából 304 szlovák.

## Nevezetességei
- Szent Cirill és Metód tiszteletére szentelt római katolikus temploma 1977-ben épült.

## Külső hivatkozások
- E-obce.sk Archiválva 2010. július 28-i dátummal a Wayback Machine-ben
- Községinfó
- Vitézvágás Szlovákia térképén
- E-obec.sk